# Olena Shuliak
Olena Oleksiivna Shuliak (Kiev, 24 de enero de 1976) es una política y empresaria ucraniana que actualmente se desempeña como presidenta del partido Servidor del Pueblo. Shuliak fue elegido miembro de la Rada Suprema en 2019.
Olena Shuliak es vicepresidenta del Comité de la Rada sobre la Organización del Poder Estatal, Autogobierno Local, Desarrollo Regional y Planificación Urbana, presidenta del Consejo de Coordinación para resolver problemas problemáticos en el campo de la planificación urbana bajo el Presidente de Ucrania, presidenta de la asociación en la Rada «Para la Gran Construcción».

## Primeros años y carrera
Olena Oleksiivna Shuliak nació el 24 de enero de 1976 en Kiev, en lo que entonces era la República Socialista Soviética de Ucrania de la Unión Soviética.
Se graduó de la Universidad Nacional del Transporte en 1997, con especialización en economía y administración de la construcción. También obtuvo una Maestría en Administración de Empresas del Instituto Internacional de Administración en 2005. Más tarde pasó a estudiar psicología en la Universidad Nacional Taras Shevchenko de Kiev y se graduó en 2012.

## Carrera de negocios
Trabajó como directora del departamento de auditoría y análisis de actividades financieras y económicas del grupo financiero-industrial Midland Group en Ucrania entre 2000 y 2006. Fue miembro del Consejo de Supervisión de CJSC Express Bank entre 2005 y 2007, y ocupó el cargo de directora general de la empresa Midland Development Ucrania entre 2007 y 2014.
Dirigió el Consejo de Supervisión de la Comunidad de la Construcción de Ucrania entre 2014 y 2015. En octubre de 2017, se convirtió en cofundadora de Creator LLC.
Es directora y propietaria de la firma de auditoría Standard entre 1999 y 2000 antes de regresar en 2018.
Fue Vicepresidenta de Finanzas de la rama ucraniana de la organización internacional Organización de Jóvenes Presidentes.

## Actividad política
En 2014, fue candidata a diputada del Ayuntamiento de Kiev por el partido Alianza Democrática, número 5 de la lista.
En abril de 2015, fue candidata para el puesto de jefa del Servicio Fiscal del Estado de Ucrania.

Shuliak se postuló con éxito como diputada por el partido Servidor del Pueblo del presidente Volodímir Zelenski en las elecciones parlamentarias de Ucrania de 2019, número 13 en la lista del partido. Desde el 15 de noviembre de 2019, se ha desempeñado como representante del Gobierno de Ucrania en la Rada Suprema.
Es la vicepresidenta de la fracción parlamentaria de Servidor del Pueblo.
Desde el 15 de noviembre de 2021 es líder del partido Servidor del Pueblo.